# Bilcze Złote (gmina)
Bilcze Złote – dawna gmina wiejska w powiecie borszczowskim województwa tarnopolskiego II Rzeczypospolitej. Siedzibą gminy było Bilcze Złote.

## Historia
Gminę utworzono 1 sierpnia 1934 r. w ramach reformy na podstawie ustawy scaleniowej z dotychczasowych gmin wiejskich: Bilcze Złote, Monastyrek i Muszkarów.
18 marca 1938 przyznano marszałkowi Edwardowi Śmigłemu-Rydzowi honorowe obywatelstwo gminy.
Od września 1939 do lipca 1941 gmina znajdowała się pod okupacją ZSRR, a 1 sierpnia 1941 weszła w skład Generalnego Gubernatorstwa i nowo utworzonego dystryktu Galicja. Gmina przynależała odtąd do powiatu czortkowskiego (Kreishauptmannschaft Czortków). Przyłączono do niej wówczas części obszarów zlikwidowanych gmin Głęboczek (Głęboczek, Oleksińce i Szerszeniowce) i Uhryńkowce (Myszków), po czym gmina liczyła 10.537 mieszkańców.
Po II wojnie światowej obszar gminy znalazł się w ZSRR.